# Lightspeed Venture Partners
Lightspeed Venture Partners — міжнародний венчурний фонд, з головним офісом у Кремнієвій Долині у місті Менло-Парк, Каліфорнія, США. Станом на 2017 рік активи фонда оцінюються у 3,5 млрд доларів США.

## Інвестиційне портфоліо
Інвестиційне портфоліо станом на 20 вересня 2014 року.

### Канада
- Influitive

### Китай
- 99Bill
- Amec
- BTC China
- China Vocational Training
- Dianping
- Gmedia
- ihaveu
- Kaiyuan Machinery
- Lian Luo
- Lucky Pai — поглинута Lotte
- MediaV
- Mei Lele
- MSP Drilex
- PCH
- SureAuto
- Teralane Semiconductor

### Європа
- Ebuzzing

### Індія
- AskLaila
- Dhingana — поглинута Rdio
- Fashionara
- Indian Energy Exchange
- ItzCash Card
- LimeRoad
- OneAssist
- Phone Warrior
- TutorVista — Pearson Education

### Ізраїль
- Elastifile
- Eyeview
- Galileo Technology — поглинута Marvell Technology Group
- Insightera — поглинута Marketo
- LiveU
- OpTier
- Outbrain
- Pixer Technologies — поглинута Carl Zeiss SMT
- Provigent — поглинута Broadcom
- Scodix
- SolarEdge
- Terayon — поглинута Motorola
- WeFi
- Wi-Charge
- XtremIO — поглинута EMC

### Велика Британія
- Kixeye

### США
Інвестиції у підпрємства США (не враховуючи Кремнієву долину).
- Affirm
- Affirmed Networks
- Arbor Networks — поглинута Danaher Corporation
- Avere Systems
- Blue Nile
- Bonobos
- Broadview Networks
- Ciena
- Click Security
- CloudBees
- CoalTek
- DoubleClick — поглинута Google
- Evariant
- Fusion-io
- Grande Communications — поглинута FPL FiberNet
- GrubHub
- Information Advantage — поглинута Sterling Software
- LedgerX
- LifeMinders
- Light Reading — поглинута CMP Media
- Lightspeed International — поглинута Cisco
- LiveProfile — поглинута Research In Motion
- LivingSocial
- Maker Comms — поглинута Conexant
- Masergy — поглинута ABRY Partners
- MetaSolv Software — поглинута Oracle Corporation
- Mic Networks
- Orbis Education
- Personetics
- PetFlow
- Plexxi
- Pushpins — поглинута Performance Marketing Brands
- SailPoint
- ShoeDazzle — поглинута JustFab
- Sirocco Systems — поглинута Sycamore Networks
- Telogy Networks — поглинута Texas Instruments
- The Honest Company
- Totality Corporation — поглинута Verizon Communications
- Virtual Iron — поглинута Oracle Corporation
- Waveset — поглинута Oracle Corporation
- Whisper
- youwho
- ZestFinance

### Кремнієва долина
Інвестиції у підпрємства Кремнієвої долини.
- Aerohive
- AppDynamics
- Aprius — поглинута Fusion-io
- Aquantia
- Arctic Wolf
- Avamar — поглинута EMC
- Avi Networks
- Avocado Software
- BloomReach
- Boundary
- Bromium
- Brocade
- Calista Technologies — поглинута Microsoft
- Celequest — поглинута Gognos (зараз IBM)
- Combinet — поглинута Cisco
- Comprehend
- DataStax
- Delphix
- Duck Duck Moose
- EdgeSpring — поглинута Salesforce.com
- eHealth
- Elementum
- Embrane
- eve.com — поглинута IdeaLab
- EverString
- Evolv
- Extensity — поглинута Infor
- FiveStars
- Flixster — поглинута Warner Brothers
- Growth Networks — поглинута Cisco
- IGN Entertainment — поглинута News Corporation
- Informatica
- IO Turbine — поглинута Fusion-io
- Iphotonics — поглинута Solectron
- Kenandy
- Kiva Software — поглинута Netscape Communications
- Kongregate — поглинута GameStop
- Kosmix Corporation — поглинута Walmart
- Lemon — поглинута LifeLock
- Leyden Energy
- LightLogic — поглинута Intel
- Link-A-Media — поглинута SK Hynix
- LS9
- MapR Technologies
- Memoir Systems
- MobileIron
- MuleSoft
- MyBuys
- Natera
- Nest Labs — поглинута Google
- Netskope
- Nicira Networks — поглинута VMware
- Nimble Storage
- Numerify
- Nutanix
- Origami Logic
- Peel
- PernixData
- Personalis
- Pertino
- Phone.com
- Playdom — поглинута The Walt Disney Company
- Pliant Technology — поглинута SanDisk
- Premisys Communications — поглинута Zhone Technologies
- PSS Systems — поглинута IBM
- Pulse — поглинута LinkedIn
- Quantum Effect Devices — поглинута PMC-Sierra
- QuantumScape
- Qubole
- RAPsphere — поглинута AppSense
- Real Time Genomics
- Rhythm NewMedia — поглинута Blinkx
- Ripple Labs
- Riverbed Technology
- RockYou!
- Serious Business — поглинута Zynga
- SideCar
- SiPort — поглинута Intel
- Skyfire — поглинута Opera Software
- Slice — поглинута Rakuten
- Snapchat
- Solazyme
- Star Analytics
- Stion
- Stitch Fix
- StreamOnce — поглинута Jive Software
- Stylehive
- StyleSeat
- TaskRabbit
- TheFind
- ThoughtSpot
- TimesTen — поглинута Oracle Corporation
- Tintri
- Transmeta
- Traverse — поглинута Avaya
- Unity Semiconductor — поглинута Rambus
- Virsa Systems — поглинута SAP AG
- Virtual Instruments
- Xova
- Zscaler